# Катехізація

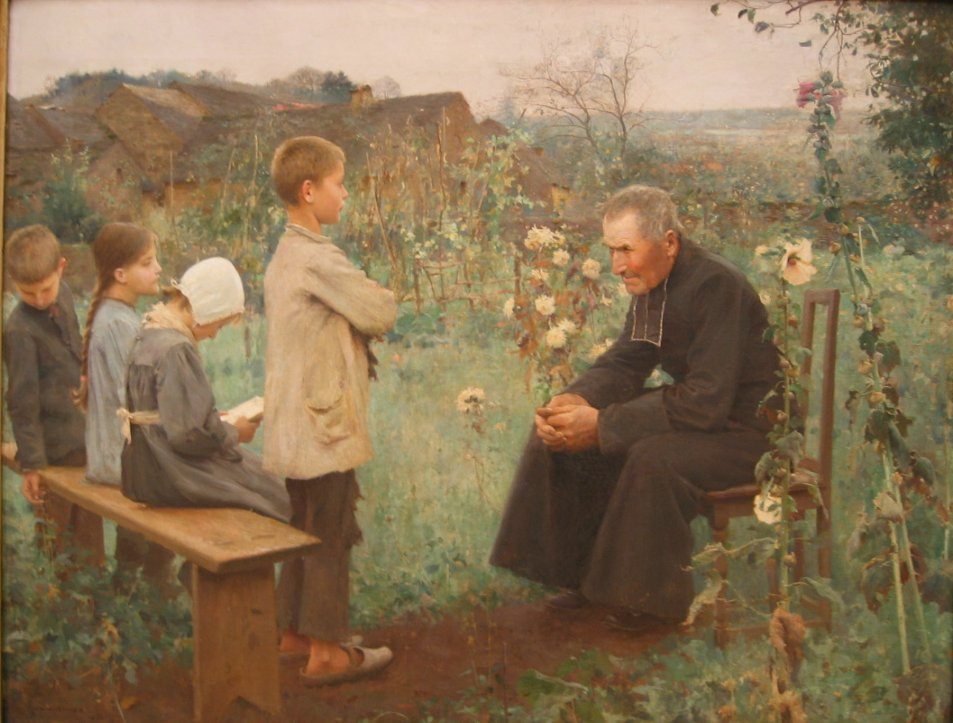
Картина "Урок катехізації" (фр. La Leçon de catéchisme) 1890 р. художник Жюль-Алексіс Мюньє, Безансон, Франція

Катехізація — вивчення основ християнської релігії і віровчення людьми, які готуються прийняти хрещення і стати членом Церкви. Ці знання, як правило, зібрані в «катехізиси», «оглашенні слова», «Символи віри» і збірники церковних канонів.
Терміном «катехизація» в широкому сенсі позначається весь процес вивчення основ християнського віровчення, який може відбуватися і після прийняття хрещення, наприклад, на катехізаторських курсах і в недільних школах, в той час як терміни «оглашення» ("катехуменат ") використовуються, як правило, у вузькому сенсі — тільки стосовно до християн, які готуються прийняти хрещення.
Поняття вживаються в історичних церквах, лютеранстві та англіканстві. У протестантських конфесіях можуть використовуватися інші назви («проповіді про віру» і т. ін.).